# Imbrasia zaodeae
Imbrasia zaodeae is een vlinder uit de familie van de nachtpauwogen (Saturniidae). De wetenschappelijke naam van de soort is, als Nudaurelia zaodeae, voor het eerst geldig gepubliceerd in 1975 door Rougeot.